# أليس بي. كروجر
أليس بي. كروجر (بالإنجليزية: Alice B. Kroeger) هي أمينة مكتبة أمريكية، ولدت في 2 مايو 1864 في سانت لويس في الولايات المتحدة، وتوفيت في 31 أكتوبر 1909 في فيلادلفيا في الولايات المتحدة.